# Вард'я (Лахеда)
Вард'я (ест. Vardja) — село в Естонії, входить до складу волості Лахеда, повіту Пилвамаа.